# Барон Элтем
Барон Элтем из Элтема в графстве Корк — угасший наследственный титул пэра Ирландии. Он был создан в 1681 году для достопочтенного Элтема Аннесли, младшего сына Артура Аннесли, 1-го графа Англси (1614—1686), и Элизабет Элтем (ум. 1697/1698), дочери и наследницы сэра Джеймса Элтема (ум. 1617). В 1689 году ирландский парламент лишил Элтема Аннесли титула барона, а его имения были секвестированы. Однако после свержения и изгнания короля Якова II Стюарта Элтем Аннесли был восстановлен в своём титуле и в 1695 году занял своё место в Палате лордов Ирландии. Ему наследовал его сын Джеймс Аннесли, 2-й барон Элтем (ум. 1700). Он умер в детском возрасте вскоре после смерти своего отца. Титул унаследовал его дядя Ричард Аннесли, 3-й барон Элтем (1655—1701). Он был священником и служил деканом Эксетера. Ему наследовал сын Артур Аннесли, 4-й барон Элтем (1689—1727). В 1727 году после смерти Артура титул унаследовал его младший брат Ричард Аннесли, 5-й барон Элтем (1694—1761). В 1761 году новым бароном стал его единственный сын Артур Аннесли, 6-й барон Элтем (1744—1816), который в 1793 году получил титул графа Маунтнорриса, но был лишен права наследования титула графа Англси. В 1816 году ему наследовал сын Джордж Аннесли, 2-й граф Маунтноррис и 7-й барон Элтем (1769—1844). После смерти последнего титулы графа Маунтнорриса и барона Элтема пресеклись.

## Бароны Элтем (1681)
- Элтем Аннесли, 1-й барон Элтем (до 1650 — 26 апреля 1699), сын Артура Аннесли, 1-го графа Англси
- Джеймс Джордж Аннесли, 2-й барон Элтем (до 1697—1700), единственный сын предыдущего
- Ричард Аннесли, 3-й барон Элтем (ок. 1655 — 19 ноября 1701), сын Артура Аннесли, 1-го графа Англси
- Артур Аннесли, 4-й барон Элтем (1689 — 16 ноября 1727), старший сын предыдущего
- Ричард Аннесли, 6-й граф Англси, 5-й барон Элтем (1694 — 14 февраля 1761), второй сын 3-го барона Элтема
- Артур Аннесли, 1-й граф Маунтноррис, 6-й барон Элтем (7 августа 1744 — 4 июля 1816), сын предыдущего от второго брака
- Джордж Аннесли, 2-й граф Маунтноррис, 7-й барон Элтем (4 декабря 1770 — 23 июля 1844), младший сын предыдущего от первого брака.